# Indiana Jones and the Dial of Destiny
Indiana Jones and the Dial of Destiny (no Brasil, Indiana Jones e a Relíquia do Destino; em Portugal, nos PALOP e em Macau, Indiana Jones e o Marcador do Destino) é um filme norte-americano de ação e aventura dirigido por James Mangold, com um roteiro coescrito por Mangold, Jez Butterworth e John-Henry Butterworth. Este é o quinto filme série de filmes Indiana Jones e uma sequência de Indiana Jones e o Reino da Caveira de Cristal (2008). É o primeiro filme da franquia que não é dirigido por Steven Spielberg nem com uma história escrita por George Lucas, com Spielberg e Lucas servindo como produtores. É estrelado por Harrison Ford reprisando seu papel como Indiana Jones, com o elenco também incluindo Phoebe Waller-Bridge, Mads Mikkelsen, Thomas Kretschmann, Boyd Holbrook, Shaunette Renée Wilson, Toby Jones e Antonio Banderas. É o primeiro filme da série a ser distribuído pela Walt Disney Studios Motion Pictures desde a aquisição da Lucasfilm pela Disney em 2012, bem como o primeiro lançamento da Lucasfilm fora da série Star Wars desde a aquisição.  A história segue Indiana Jones em 1969, enfrentando nazistas refugiados na NASA que querem recuperar a máquina de Anticítera e alterar o curso da história.
Lucas começou a pesquisar possíveis enredos em 2008, embora o projeto tenha parado por anos. Ele passou o projeto para a produtora Kathleen Kennedy em 2012, quando ela se tornou presidente da Lucasfilm. O progresso em um quinto filme permaneceu adormecido enquanto a empresa trabalhava na terceira trilogia de Star Wars. David Koepp acabou sendo contratado para escrever o quinto filme em 2016, com data de lançamento marcada para 2019, embora isso tenha sido adiado várias vezes devido a reescritas de roteiro. Jonathan Kasdan foi contratado para substituir Koepp em 2018, e Koepp estava trabalhando no roteiro novamente em 2019, antes de finalmente deixar o projeto. Spielberg deveria dirigir o filme, mas deixou o cargo em 2020, com Mangold em seu lugar. As filmagens começaram em junho de 2021 e foram concluídas em fevereiro de 2022. Os locais de filmagem incluem todo o Reino Unido na Inglaterra e Escócia, e na Itália e Marrocos.
O filme foi lançado em 30 de junho de 2023, após vários atrasos causados por contratempos na produção e pela pandemia do COVID-19. O filme, que arrecadou quase US$ 384 milhões em todo o mundo, recebeu críticas mornas dos críticos e acabou sendo considerado um fracasso de bilheteria - devido à falta de grande apelo para os espectadores e um orçamento geral caro.

## Elenco
- Harrison Ford como Indiana Jones: Um arqueólogo e aventureiro americano idoso.[16]
- Phoebe Waller-Bridge como Helena Shaw: A afilhada inglesa de Indiana Jones que também virou arqueóloga. Descrita pelo compositor John Williams como "uma aventureira e uma mulher fatal".[17]
- John Rhys-Davies como Sallah: Um amigo de Indiana Jones, que retorna a franquia após ter aparecido em Raiders of the Lost Ark (1981) e Indiana Jones and the Last Crusade (1989). Ele deixou o Egito durante a Segunda Guerra Mundial para criar a família em Nova York.[18]
- Mads Mikkelsen como Jürgen Voller: Um cientista nazista obcecado com o mecanismo de Arquimedes, que após a guerra foi trazido pela Operação Paperclip para trabalhar na NASA.[19]
- Toby Jones como Basil Shaw: O pai arqueólogo de Helena, que estudou o mecanismo de Arquimedes e recuperou metade dele junto com Indiana Jones durante a Segunda Guerra.[20]
- Antonio Banderas como Renaldo: Um mergulhador espanhol amigo de Indiana Jones.[21]
- Thomas Kretschmann como Coronel Weber: um Nazista trabalhando com Voller em 1944.[22]
- Boyd Holbrook como Klaber: O braço direito de Voller em 1969.[23]
- Shaunette Renée Wilson como Mason: Uma agente da CIA.[24]
- Olivier Richters como Hauke: Um dos capangas de Voller.[25]

## Produção

### Desenvolvimento
Em abril de 2008, Ford disse que retornaria para um quinto filme se não levasse mais vinte anos para ser desenvolvido, referindo-se ao longo desenvolvimento de Indiana Jones e o Reino da Caveira de Cristal (2008) que foi lançado um mês depois. O filme apresentou o personagem Mutt Williams, interpretado por Shia LaBeouf. O produtor George Lucas sugeriu uma ideia para fazer de Williams o personagem principal em um quinto filme, mas depois decidiu contra isso. Lucas disse que a idade de Ford não seria um problema para fazer outro filme, dizendo que "não é como se ele fosse um homem velho. Ele é incrivelmente ágil; ele parece ainda melhor do que há 20 anos".
Lucas começou a pesquisar possíveis enredos para outro filme em 2008, e afirmou que Steven Spielberg estava aberto a dirigi-lo, como havia feito nos filmes anteriores. Explicando o processo para cada filme, Ford disse: "Chegamos a um acordo básico e então George se afasta por um longo tempo e trabalha nele. Então Steven e eu conseguimos de alguma forma, alguma forma embrionária. começamos a trabalhar com George nele e em algum momento está pronto e nós o fazemos"., falando sobre o filme anterior e o futuro da franquia, Lucas disse que "ainda temos problemas sobre a direção que gostaríamos. Estou no futuro, Steven está no passado. Ele está tentando arrastá-lo de volta ao jeito que eles eram, eu estou tentando empurrá-lo para um lugar totalmente diferente. Então, ainda temos uma espécie de tensão." Mais tarde, em 2008, Ford afirmou que o conceito de Lucas para o quinto filme era "louco, mas ótimo". Em novembro de 2010, Ford disse que Lucas ainda estava trabalhando no projeto. Em julho de 2012, o produtor Frank Marshall afirmou que o projeto não tinha escritor e disse sobre seu progresso: "Eu não sei se definitivamente não está acontecendo, mas não está funcionando".
Em outubro de 2012, a The Walt Disney Company adquiriu a Lucasfilm, dando à controladora os direitos de propriedade intelectual de Indiana Jones, em dezembro de 2013, a Walt Disney Studios comprou os direitos de distribuição e marketing de futuros filmes de Indiana Jones da Paramount Pictures. Com a venda de 2012, Lucas passou Indiana Jones 5 para a nova presidente da Lucasfilm, Kathleen Kennedy. A Lucasfilm planejou se concentrar na franquia Star Wars antes de trabalhar em um quinto filme de Indiana Jones. Em maio de 2015, Kennedy confirmou que a Lucasfilm eventualmente produziria outro filme de Indiana Jones. Kennedy, Spielberg e Ford discutiram algumas ideias de histórias até o final de 2015.

### Pré-produção
Em março de 2016, a Disney anunciou que o quinto filme seria lançado em 19 de julho de 2019, com Harrison Ford reprisando seu papel de Indiana Jones. Spielberg dirigiria o filme, com Kennedy e Marshall como produtores. Marshall disse que o filme estava no início da pré-produção. Um MacGuffin foi escolhido para o filme, e o trabalho no roteiro começou alguns meses depois, com David Koepp como roteirista. A história foi concebida por Koepp e Spielberg. Koepp já havia escrito vários outros filmes de Spielberg, incluindo Indiana Jones e o Reino da Caveira de Cristal (2008). Spielberg disse que o personagem-título não seria morto durante os eventos do filme. Marshall afirmou que a história continuaria de onde o filme anterior terminou.
Foi inicialmente relatado que Lucas não estaria envolvido no projeto, embora Spielberg tenha dito mais tarde que Lucas serviria como produtor executivo: "É claro que eu nunca faria um filme de Indiana Jones sem George Lucas, isso seria insano."  Mais tarde naquele ano, foi anunciado que Lucas não teria nenhum envolvimento, com Marshall afirmando que "a vida muda e estamos seguindo em frente. Ele seguiu em frente."
Em 2017, a data de lançamento do filme foi adiada para 2020, já que Spielberg estava ocupado trabalhando em Ready Player One e The Post. Koepp disse que "temos um roteiro com o qual estamos mais felizes", e confirmou que o personagem de LaBeouf, Mutt Williams, não apareceria no filme. O CEO da Disney, Bob Iger, disse que o futuro da franquia com Ford era desconhecido, mas que o filme não seria a parte final da franquia. Spielberg definiu Indiana Jones 5 como seu próximo filme, com a produção prevista para começar no Reino Unido em abril de 2019. No entanto, as filmagens foram adiadas porque o roteiro final ainda não havia sido aprovado. No início de 2018, a Lucasfilm se reuniu com os roteiristas Scott Beck e Bryan Woods para uma "conversa de tela aberta", incluindo as franquias Indiana Jones e Star Wars. Beck afirmou que eles consideraram escrever o próximo filme de Indiana Jones, mas que no final das contas ele e Woods estavam mais interessados em estabelecer uma franquia original. Marshall disse que muitas pessoas apresentaram ideias para o filme. Jonathan Kasdan acabou sendo contratado para substituir David Koepp em meados de 2018, e uma nova data de lançamento foi marcada para 2021.
Em maio de 2019, foi relatado que Kasdan havia escrito uma história original totalmente nova, mas que seu trabalho agora estava sendo substituído por Dan Fogelman, cujo roteiro usava "uma premissa totalmente diferente". Em setembro de 2019, Koepp anunciou que havia voltado à produção como roteirista, afirmando que os cineastas tiveram "uma boa ideia desta vez". Koepp acabou escrevendo duas versões do filme, mas nenhuma foi aprovada. Ele disse que os esforços para produzir o filme falharam por causa do desacordo entre Spielberg, Ford e Disney em relação ao roteiro. Ford disse mais tarde que o roteiro mostrava "novos desenvolvimentos na vida de Indiana Jones, seu relacionamento", e resolveu "parte de sua história".
Em fevereiro de 2020, Spielberg deixou o cargo de diretor, pois queria passar a série de filmes para um novo cineasta para uma nova perspectiva. Spielberg permaneceu como um produtor. As filmagens estavam programadas para começarem no final de 2020, embora o lançamento do filme tenha sido posteriormente adiado para 2022. James Mangold foi confirmado como diretor em maio de 2020, quando começou a trabalhar em um novo roteiro. Koepp deixou o projeto depois que Spielberg deixou o cargo, dizendo que "parecia o momento certo para deixar Jim ter sua própria opinião e ter sua própria pessoa ou ele mesmo escrevendo". Mangold escreveu o novo roteiro com Jez Butterworth e John-Henry Butterworth, que trabalharam com ele anteriormente em Ford v Ferrari (2019).
Em outubro de 2021, o filme foi novamente adiado, desta vez para sua data de lançamento atual de 30 de junho de 2023.

### Escalação do elenco
Apesar da idade de Ford, Marshall e Spielberg descartaram a possibilidade de reescalar seu personagem. Ford disse: "Eu sou Indiana Jones. Quando eu me for, ele se foi". Em abril de 2021, Phoebe Waller-Bridge, Mads Mikkelsen e Thomas Kretschmann foram escalados para papéis não revelados. Boyd Holbrook e Shaunette Renée Wilson foram adicionados no mês seguinte. Mikkelsen disse que o roteiro era "tudo o que eu queria que fosse". John Rhys-Davies expressou interesse em reprisar seu papel de Sallah. Karen Allen também estava interessada em reprisar seu papel como Marion Ravenwood, observando que Jones e Marion se casaram no filme anterior "então seria difícil, eu acho, seguir em frente sem ela". Quando as filmagens começaram, Toby Jones foi visto no set e revelou ter sido escalado para o filme. Em julho de 2021, Antonio Banderas foi escalado para o filme, interpretando um aliado de Indiana Jones.

### Filmagens
Embora Indiana Jones e o Reino da Caveira de Cristal (2008) tenha sido filmado em grande parte nos EUA, Marshall disse que o quinto filme retornaria a uma gama global de locais de filmagem como os filmes anteriores. As filmagens começaram no Reino Unido em 4 de julho de 2021. Os locais de filmagem incluíram Pinewood Studios e Castelo de Bamburgo. As cenas também foram filmadas na North Yorkshire Moors Railway perto de Grosmont, onde uma sequência de ação envolvendo o dublê de Ford foi filmada e réplicas de veículos militares nazistas da Segunda Guerra Mundial foram vistas no set. O próprio Ford foi visto em Grosmont em 7 de julho de 2021. Durante meados de junho, as filmagens ocorreram no Leaderfoot Viaduct na Escócia, enquanto uma perseguição de motocicleta foi filmada na vila escocesa de Glencoe. Outros locais escoceses incluíam Biggar, South Lanarkshire.
Mais tarde, em junho, as filmagens mudaram para Londres, onde uma rua em Hackney estava repleta de carros antigos. As filmagens também ocorreram dentro de uma residência particular que teria sido escolhida por seu interior em estilo de época. No entanto, as filmagens supostamente causaram controvérsia com os moradores locais que teriam reclamado sobre a interrupção que causou. Em 23 de junho, Ford supostamente machucou seu ombro durante o ensaio de uma cena de luta e foi anunciado que a equipe de produção filmaria em torno de sua recuperação.
Em julho, as filmagens se mudaram para o centro da cidade de Glasgow, que foi transformado para se assemelhar à cidade de Nova Iorque. Uma sequência de perseguição, filmada ao longo da St. Vincent Street e outras áreas, recriou um desfile de 1969 comemorando o retorno dos astronautas da Apollo 11. Um dublê, Mike Massa, atuou no lugar de Ford durante as filmagens de Glasgow, com marcadores de captura de movimento aplicados em seu rosto. Holbrook e Waller-Bridge também estavam no set. As filmagens em Glasgow duraram duas semanas.
Um mês depois, a produção mudou-se para a Sicília, Itália. A filmagem italiana inclui quase 600 membros de equipe. As filmagens começaram na cidade de Siracusa, com locais como a Caverna Ear of Dionísio, a Caverna Grotta Dei Cordari, o parque arqueológico de Neapolis, e Castello Maniace. Locais de filmagem subsequentes na Sicília incluíram a cidade de Cefalù e a província de Trapani. O último local incluiu filmagens nas cidades de Castellammare del Golfo e Marsala. Ford e Waller-Bridge também filmaram no Templo de Segesta.
Algumas filmagens na Sicília envolveram atores vestidos como soldados romanos, o que criou especulações de que o enredo do filme envolve viagem no tempo. As filmagens começaram em Fez, Marrocos, em 17 de outubro de 2021. Em 4 de novembro, um operador de câmera chamado Nic Cupac foi encontrado morto em seu quarto de hotel no Marrocos. A Disney afirmou que sua morte não estava relacionada à produção. As filmagens foram concluídas em 26 de fevereiro de 2022.
Era esperado que Ford fosse rejuvenescido em uma parte do filme. Spielberg já havia rejeitado a ideia, dizendo que queria que a idade de Ford fosse reconhecida no filme. Phedon Papamichael atuou como diretor de fotografia, marcando seu sexto filme com James Mangold.

## Trilha sonora
Em junho de 2016, Steven Spielberg confirmou que John Williams voltaria para compor a música do filme, fato que foi confirmado em 2021.

## Lançamento
Indiana Jones 5 foi lançado em 30 de junho de 2023 nos Estados Unidos, pela Walt Disney Studios Motion Pictures. Foi inicialmente marcado para 19 de julho de 2019, mas foi adiado para 10 de julho de 2020, em favor do remake CGI de O Rei Leão e depois 9 de julho de 2021. O filme foi adiado para 29 de julho de 2022, devido ao impacto da pandemia de COVID-19 na indústria cinematográfica. Em 18 de outubro de 2021, foi alterado mais uma vez para sua data de lançamento de 30 de junho de 2023.
No Brasil, em Portugal e em Macau, o filme foi lançado em 29 de junho de 2023. Em Angola, Moçambique e Timor-Leste, foi lançado a 30 de junho de 2023. Em Cabo Verde, o filme estreou a 28 de julho de 2023.

## Recepção

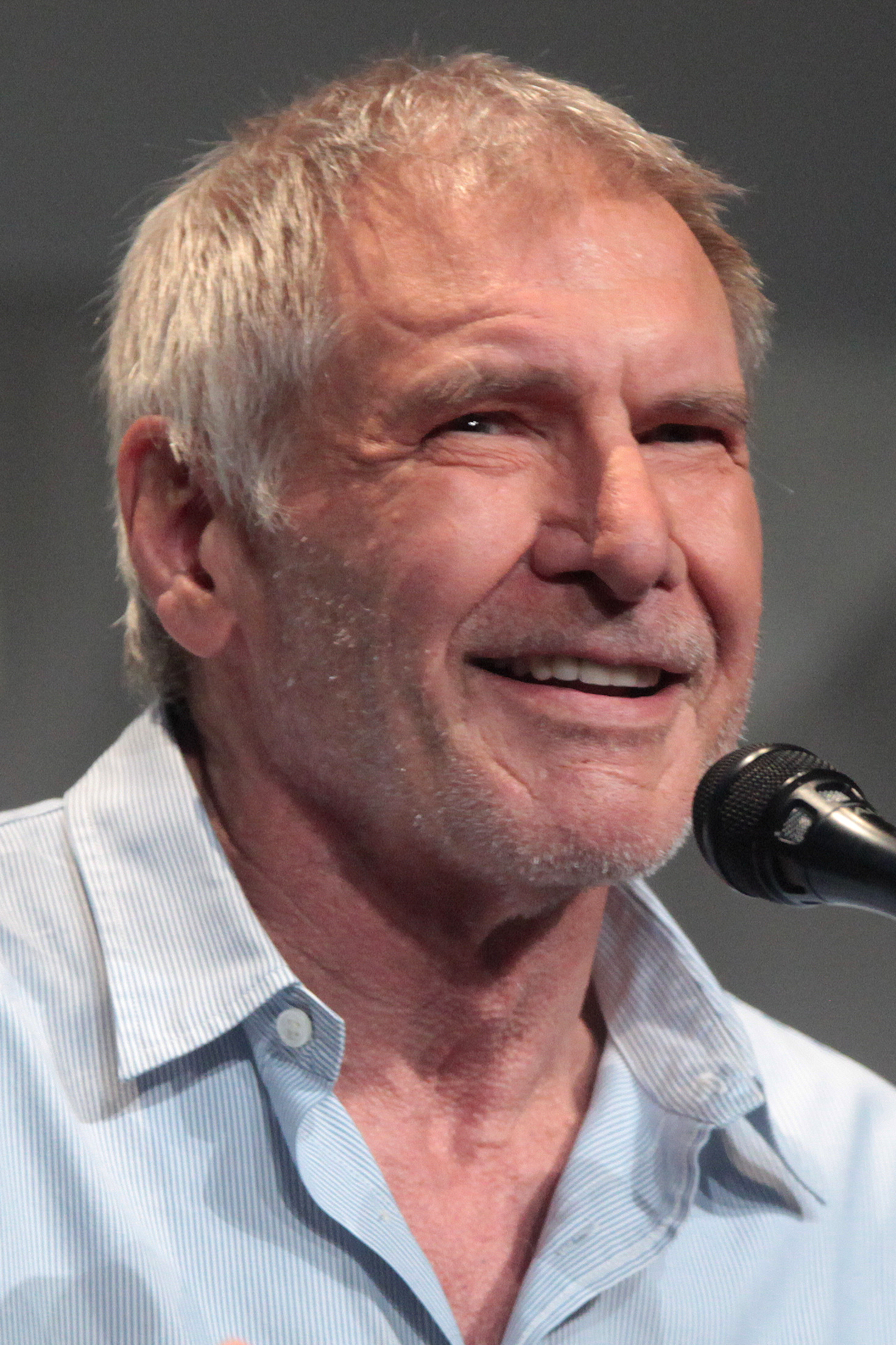
A atuação de Harrison Ford foi um dos poucos aspectos elogiados do filme.

No site agregador de resenhas Rotten Tomatoes, o filme teve um índice de aprovação de 69% baseado em 383 críticas, com uma nota média de 6,4 (de 10). O consenso do site diz: "Não é tão emocionante quanto as aventuras anteriores, mas a onda nostálgica de ver Harrison Ford de volta à ação ajuda Indiana Jones and the Dial of Destiny a encontrar alguns pedaços finais de tesouro cinematográfico". O site Metacritic, que usa uma nota média ponderada, atribuiu ao filme uma pontuação de 58 em 100, com base em 65 críticos, indicando "críticas mistas ou médias". Segundo o site CinemaScore, público deu uma nota média ao filme de "B+" (numa escala de A+ a F), enquanto o PostTrak reportou que 79% do público deu um parecer positivo ao filme, com 59% afirmando que o recomendariam.
Nas bilheterias, o filme acabou tendo uma performance muito abaixo das expectativas. Devido ao orçamento altíssimo (chegando a US$ 400 milhões, incluindo marketing), o público muito abaixo do esperado acabou que o longa fosse rotulado como um fracasso de bilheteria.

## Versões lusófonas

### Português europeu

#### Legendagem
O filme foi traduzido e legendado para o português europeu por Gonçalo Sousa.